# Dead Zone
Dead Zone (デッド ゾーン Deddo Zōn?, lit. "Zona Mortal") es un videojuego de Aventura, que fue lanzada por Family Disk System, y fue desarrollada y publicada por Sunsoft en 20 de noviembre de 1986 solamente en Mercados Japóneses.

## Otras Apariencias
- En la serie Nazoler Land por Family Disk System, Kirk hace un cameo en el videojuego Nazoler Land 3 (de 1988).
- En Barcode World (de 1992) por Famicom, el robot Carry de Dead Zone, hizo su aparición como Super Deformed en las cartas para luchar con la ayuda de los Robots Galácticos.
- En Shanghai Musume: Mahjong Girls (de 2011) por iOS y Android, Kirk y el robot Carry de Dead Zone, hizo su aparición como cara en el Mahjong.

### Manga
- En 1987, Famicom Dead Zone fue adaptado en el manga, como parte de Wan Pakku Comics, publicada por Masaru Kobayashi.

- Datos: Q5245447